# 爪哇黑鸡

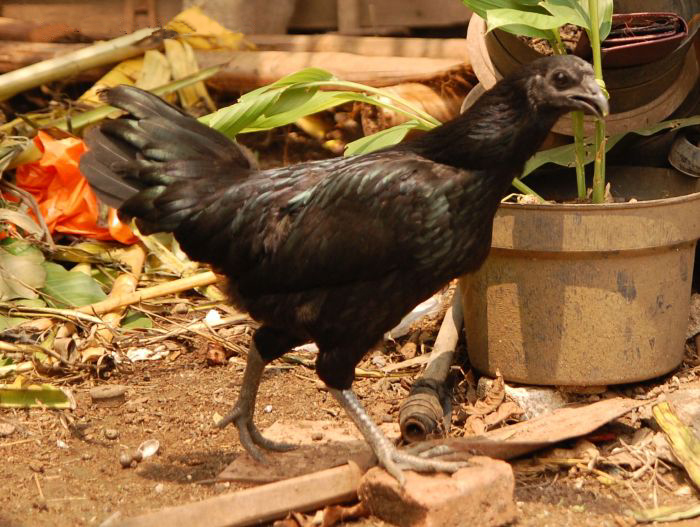
雌性爪哇黑鸡

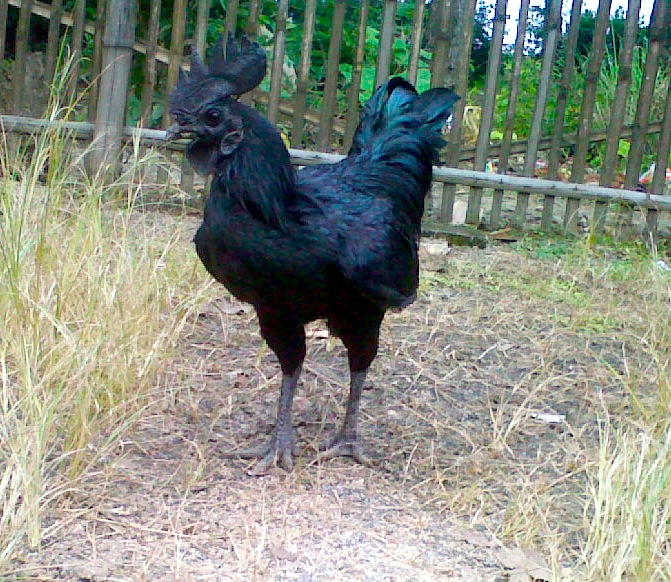
雄性爪哇黑鸡

爪哇黑鸡是一种原产于印度尼西亚爪哇岛的家鸡品种。该品种为罕见的黑鸡，不仅通体漆黑，包括其骨骼与内脏也是全黑的，仅有其血液呈正常颜色。这是源于由基因变异而导致的纤维色素增生（fibromelanosis）现象。爪哇黑鸡也因而身价不菲，其在美国的售价曾达2500美元一只。其名称中的即为印尼语中的“鸡”，而在爪哇语中意思是“全黑”。
爪哇黑鸡最早曾用于爪哇当地的宗教仪式之中。后来的荷兰殖民者首次对其进行了描述，1998年经由荷兰饲养者Jan Steverink而被引入欧洲。另外，荷兰水手也可能曾将该鸡种带入欧洲。目前，荷兰、德国、斯洛伐克与捷克均育有爪哇黑鸡。